# Arthur Gore
Arthur William Charles Wentworth Gore (Lyndhurst 2 de janeiro de 1868 — Kensington, Londres 1 de dezembro de 1928) foi um tenista britânico. Ele é mais conhecido por suas duas medalhas de ouro nos Jogos Olímpicos de 1908, em Londres, quando venceu os torneios simples e de duplas com Herbert Barrett em sala.
Ele foi admitido ao International Tennis Hall of Fame em 2006.

## Resultados emGrand Slam
- Wimbledon
  - Campeão em simples: 1901, 1908, 1909
  - Finalista em simples: 1899, 1902, 1907, 1910, 1912
  - Campeão em duplas: 1909
  - Finalista em duplas: 1908, 1910